# Triodia latzii
Triodia latzii är en gräsart som beskrevs av Michael Lazarides. Triodia latzii ingår i släktet Triodia och familjen gräs. Inga underarter finns listade i Catalogue of Life.